# Heghelianism
Heghelianismul (în germană Hegelianismus) este sistemul filosofic idealist dialectic creat de Georg Wilhelm Friedrich Hegel.
Conform Fenomenologiei spiritului, scrierea fundamentală a lui Hegel, principiul activ al lumii îl constituie „spiritul absolut”, o rațiune universală independentă de subiectul uman. Hegel a caracterizat devenirea drept o mișcare dialectică ce înaintează prin contrarii.